# Lysandra angustimargo
Lysandra angustimargo är en fjärilsart som beskrevs av Tutt 1910. Lysandra angustimargo ingår i släktet Lysandra och familjen juvelvingar. Inga underarter finns listade i Catalogue of Life.